# Eguraldia24
Eguraldia24 fue un canal meteorológico español de emisión ininterrumpida emitido en el País Vasco a través de la red de cable de Euskaltel. El canal emitía el parte del tiempo cada cuarto de hora, además de informar acerca del tráfico y agenda de actividades. Por otro lado, intercalaba pequeños reportajes relacionados con lugares del País Vasco, naturaleza, acontecimientos culturales o deportivos...
La información meteorológica estaba organizada en dos bloques separados. En el primero se informaba del tiempo sobre un mapa de Euskal Herria, en el que se destaca la CAV sobre Navarra y el País Vasco francés; este espacio también incluía el tiempo en Cantabria y La Rioja. Se daba paso al informe pormenorizado en las tres provincias del País Vasco, así como en sus principales localidades. Este primer bloque incluía la tendencia del tiempo a varios días vista en el País Vasco español y francés, Navarra, La Rioja, y el norte de la provincia de Zaragoza, las temperaturas en las capitales de estos territorios (excepto en Zaragoza), un mapa de isobaras de Europa y el pronóstico marítimo y costero.
El segundo bloque estaba compuesto por la previsión del tiempo en España y Europa, así como, prescindiendo del mapa, un listado de las principales ciudades del mundo. La fuente de información de Eguraldia24 era Euskalmet, la Agencia Estatal de Meteorología, Meteored y The Wheather Channel.
El canal lo producía Tecnalia mediante Sugar Factory y la presentación de los partes, todos en platós virtuales, corría a cargo de las periodistas Laura Gazpio, Scheherezade Álvarez y Virginia González.
Eguraldia24 emitió en castellano con textos y gráficos sobre impresionados en pantalla bilingües (euskera y castellano). El visionado del canal era gratuito para todos los abonados de Euskaltel. Estaba disponible en calidad estándar y en alta definición.